# Catterfeld
Catterfeld ist ein Ortsteil der Landgemeinde Georgenthal im Landkreis Gotha in Thüringen.

## Lage
Das Dorf liegt am Nordrand des Thüringer Waldes, etwa 15 Kilometer südsüdwestlich von Gotha. Die Bundesstraße 88 tangiert den Ortsteil von Crawinkel kommend nach Friedrichroda führend. Die Bundesautobahn 4 führt weiter nördlich mit den Anschlussstellen bei Gotha und Waltershausen vorüber.

## Geschichte
Catterfeld wurde 1195 als Chatervelt erstmals urkundlich erwähnt und war eine frühe Rodungssiedlung der Landgrafen von Thüringen. Hermann I. besaß über den Ort Catterfeld eine Teilvogtei zu Lehen. Die Dorfflur, welche zum Kloster Georgenthal gehörte, grenzte an die Flur des Reinhardsbrunner Klosterguts. Wichtiger war jedoch die damit verbundene Schirmherrschaft unter Kloster Hersfeld, das sich zu den größten Grundbesitzern in Hessen und Thüringen entwickelt hatte. Ab der Rodungszeit war Forstarbeit die wichtigste Erwerbsquelle der Bevölkerung, später auch Heimarbeit in der Spielzeugherstellung und ab der Industrialisierung die Arbeit in den Fabriken der umliegenden Orte. Nach der Auflösung des Klosters Georgenthal gehörte Catterfeld ab 1531 zum Amt Georgenthal, welches wiederum seit 1640 zum Herzogtum Sachsen-Gotha gehörte.
Am 1. Juli 1950 wurde die südwestlich unmittelbar angrenzende bis dahin eigenständige Gemeinde Altenbergen nach Catterfeld eingegliedert. Die räumliche Trennung zwischen beiden Orten bildet die 1961 in diesem Abschnitt neu gebaute Fernverkehrsstraße 88. Catterfeld wurde am 1. Januar 1996 ein Ortsteil der Gemeinde Leinatal, die am 31. Dezember 2019 in der Landgemeinde Georgenthal aufging.

## Sehenswürdigkeiten
- Siehe Liste der Kulturdenkmale in Catterfeld
- Das alte Brauhaus: Aktenkundige Hinweise auf das Bestehen eines Brauhauses in Catterfeld reichen bis ins Jahr 1645 zurück. Im Jahre 1650 errichtete die Gemeinde am Standort des heutigen Feuerwehrhauses (Lage) das neue Brauhaus „Im Weiher“, was aus historischen Gemeinderechnungen hervorgeht. Alljährlich wurde das Brauhaus an einen Betreiber aus der Gemeinde, meist an den Catterfelder Schankwirt, verpachtet. 1663/64 wurde die neue Gemeindeschenke errichtet, die heutige „Gaststätte zum Candelaber“. Seitdem wurden das Brauhaus und die Gemeindeschenke in Personaleinheit verpachtet. 1856 wurden die Schenke, das Brauhaus, die Malzdarre und der Brauteich (heute Kinderspielplatz) an eine Privatperson verkauft. 1905 brannte das Brauhaus ab und wurde nicht wieder errichtet. Am Keller des Hauses Backshög 1 sieht ein aufmerksamer Betrachter heute noch Reste der ehemaligen Malzdarre[5].

## Persönlichkeiten
- Waldemar Weiz (* 9. Juli 1949 in Catterfeld), Bluesmusiker und Grafiker.